# 天都城
天都城（てんとじょう、拼音：Tiān dū chéng）、正式名称「広厦天都城」（中国語: 广厦天都城）は、浙江省杭州市臨平区星橋開発区にある、パリの街並みを模したニュータウン 。

## 沿革
1999年4月、浙江省の不動産開発・建設業者である浙江広廈集団が盈華実業と合同で、杭州市郊外にニュータウンを建設するための「浙江天都実業有限公司」を設立し、2007年より開発が開始された。街の中心には、高さ108メートルのエッフェル塔を模した塔があり、31平方キロメートルに渡り、パリ風の建築物や噴水、造園が再現されている。2007年より1万戸分の分譲が開始された。しかし初期の入居は低調であり、2013年時点での造成地への入居者は約2,000人に留まっていることから、「鬼城」の一つともされている。2017年には人口は約30,000人に達し、造成地の拡張もしばしば行われている。2021年には、杭州地下鉄3号線が部分開通し、天都城駅が開業した。

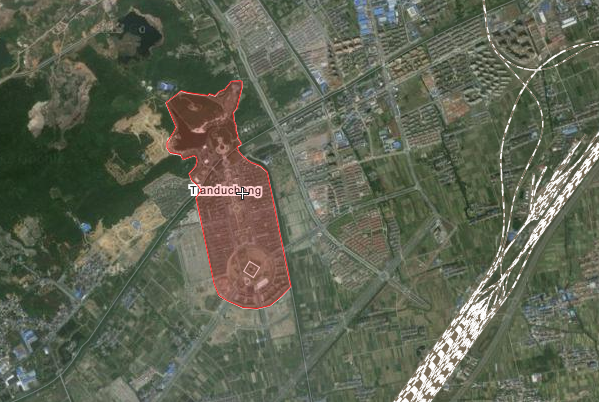
天都城の空撮写真

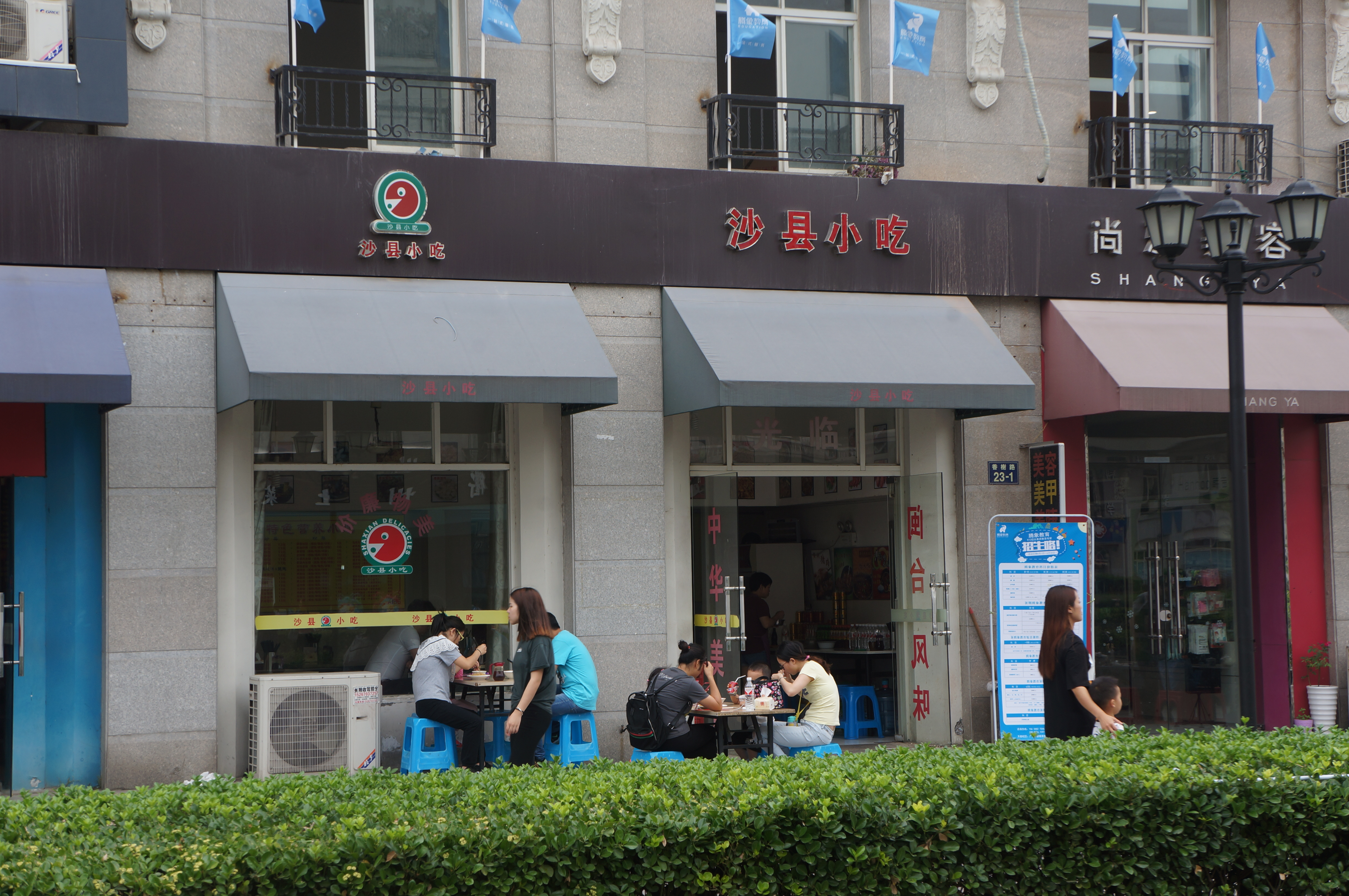
天都城の"シャンゼリゼ通り"の店舗風景。中国全土に展開する「沙県小吃」チェーンの食堂など、特にパリ風ではない普通の店が入居している

## ギャラリー
- エッフェル塔を模した塔
- "シャンゼリゼ通り" （香榭路）
- "シャンゼリゼ通り"の標識
- "シャンゼリゼ通り"北端からの景観
- 歓楽四季公園

## 脚註
1. ↑  Miller, Lisa (2013年8月7日). “Paris In China: Tianducheng Is An Eerie, Abandoned City Of Lights Clone”. The Huffington Post 2013年10月15日閲覧。
2. ↑   Eiffel Tower replica looms over China's Parisian-style ghost town, NBC News
3. ↑  “广厦天都城十年造城变成鬼城 创始人楼忠福被带走”. finance.sina.com.cn. 2019年2月7日閲覧。
4. ↑  Feinberg, Ashley (2013年8月7日). “China's Replica of Paris Is Now an Eerily Depressing Ghost Town”. Gizmodo. 2013年10月15日閲覧。
5. ↑  “How fake Paris in China captured imagination of French photographer” (英語). South China Morning Post 2018年11月4日閲覧。
6. ↑  “China’s growth breathes new life into old ghost towns” 2018年11月4日閲覧。